# Naturschutzgebiet Seen- und Bruchlandschaft südlich Alt Gaarz
Koordinaten: 53° 34′ 1,7″ N, 12° 30′ 5,7″ O

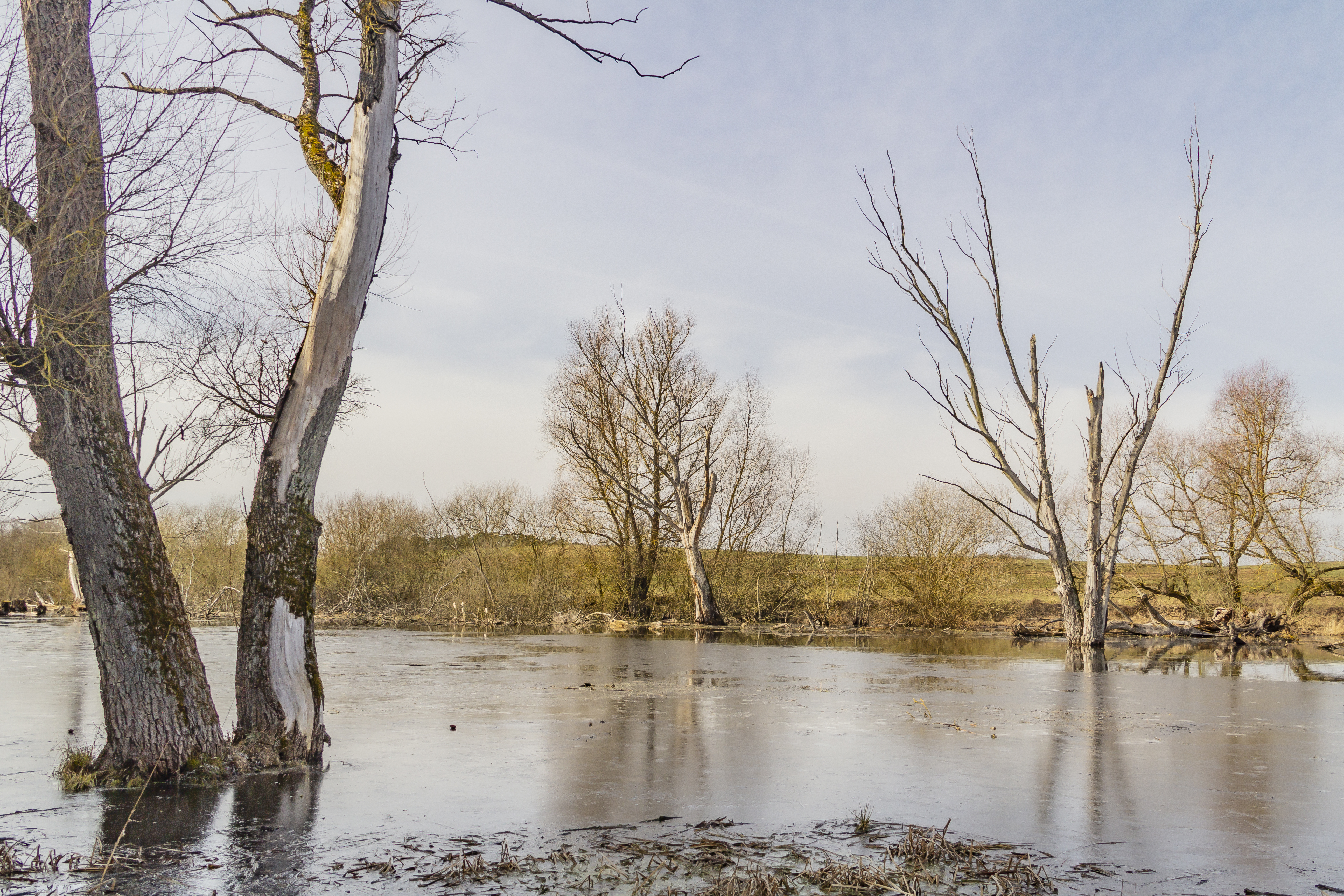
Frühling im Naturschutzgebiet bei Alt Garz (2021)

Das Naturschutzgebiet Seen- und Bruchlandschaft südlich Alt Gaarz ist ein 774 ha umfassendes Naturschutzgebiet in Mecklenburg. 

## Lage
Es befindet sich südlich der Ortschaft Alt Gaarz (Jabel) und umfasst mesotrophe Klarwasserseen (Bergsee, Krogsee), Waldseen (Laubahnsee, Backofensee, Lankhagensee), Moore verschiedener Ausprägungen (Kesselmoor am Laubahnsee, Voßsches Moor, Grassee) sowie umliegende Bruchwälder und Grünland. Die Ausweisung erfolgte am 24. September 1990. Die Schutzgebietsfläche wurde 1997 verkleinert. Das Naturschutzgebiet liegt im Naturpark Nossentiner/Schwinzer Heide und ist Bestandteil des FFH-Gebiets Seenlandschaft zwischen Klocksin und Jabel sowie des EU-Vogelschutzgebiets Klocksiner Seenkette, Kölpin- und Fleesensee. Der aktuelle Gebietszustand wird als befriedigend eingeschätzt. Nährstoffeinträge wirken sich nachteilig aus. Das Naturschutzgebiet kann auf öffentlichen Wegen betreten werden. Am Bergsee befindet sich ein Lehrpfad.

## Geschichte
Die Flächen des heutigen Schutzgebiets wurden entscheidend durch die letzte Eiszeit geprägt. Unmittelbar nördlich befindet sich eine Endmoräne. Mit Abtauen des Gletschereises wurden umfangreiche Sander aufgeschüttet und bis zu 14 Meter tiefe Rinnenseen ausgeschürft, die heute die Seen- und Bruchlandschaft bilden. Ein Großsteingrab unweit südlich des Krogsees weist auf eine Besiedlung seit der Steinzeit hin. Das Aufstauen der Müritz im 12. Jahrhundert wirkte sich auf die Flächen des heutigen Schutzgebietes aus: Der Grundwasserspiegel lag für Jahrhunderte über dem heutigen Niveau. Auf der Wiebekingschen Karte aus dem Jahr 1786 ist die heutige Röhrichtfläche des Grasssees durchgehend mit Wasser bedeckt.

## Pflanzen- und Tierwelt
Die Pflanzenwelt ist aufgrund der Vielzahl der Lebensräume vielgestaltig. Pflanzen der Feuchtstandorte wie Seggen, Binsen und Moose sowie Gehölze wie Weiden, Erlen und Birken dominieren. Auf trockeneren Standorten wachsen Kiefern und Eichen. Das Schutzgebiet ist Lebensraum von See- und Fischadler, Kranich und Fischotter, Kammmolch und Rotbauchunke.